# Symbole de Nicée

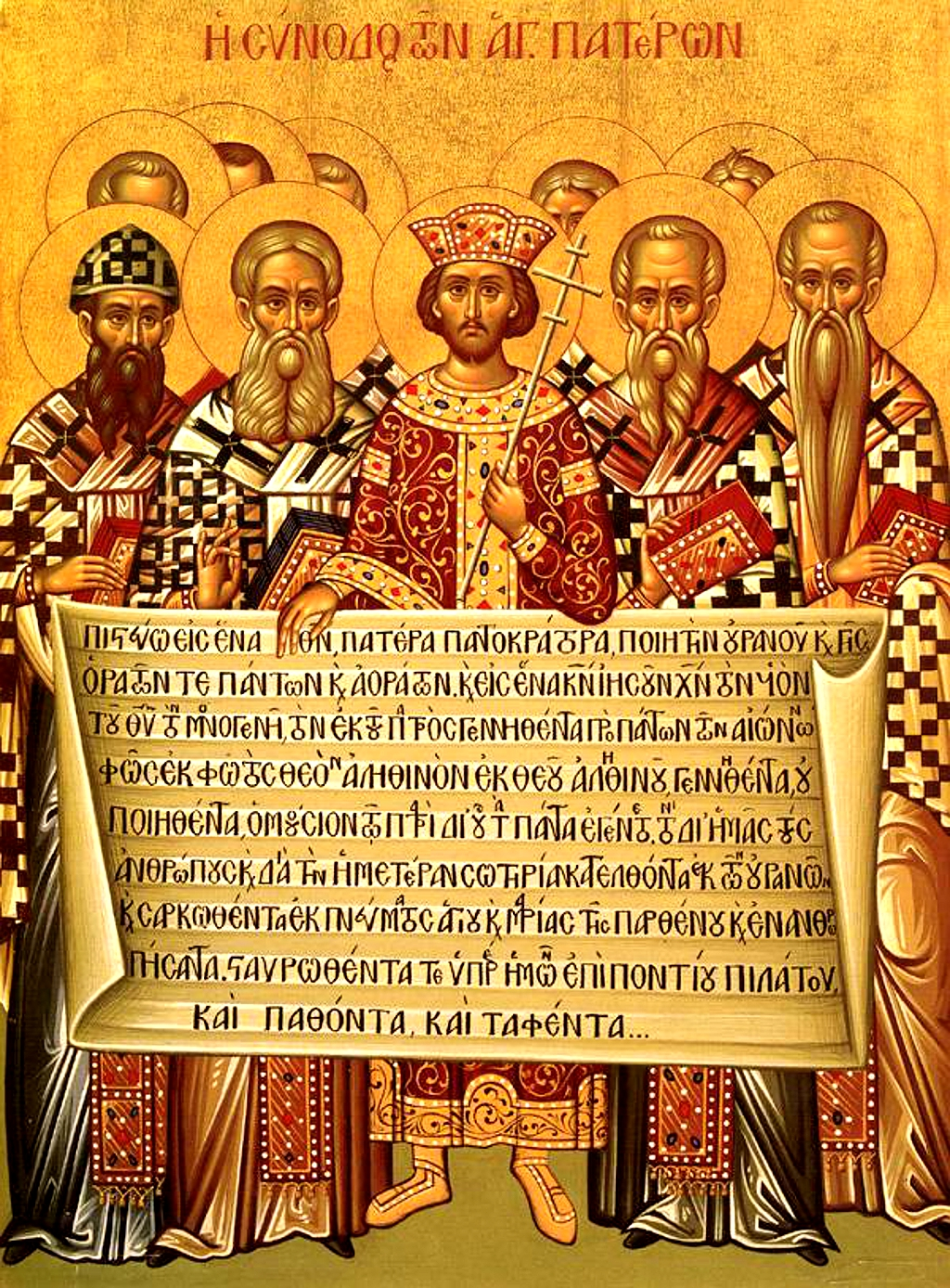
Icône montrant les évêques du concile de Nicée aux côtés de l'empereur Constantin, tenant anachroniquement le texte du « Symbole de Nicée-Constantinople » adopté au premier concile de Constantinople (381), avec les modifications introduites encore plus tard dans l'usage liturgique (substitution de par).

Le symbole de Nicée est une confession de foi chrétienne qui en résume les points fondamentaux. Il fut promulgué lors du concile de Nicée de 325 et complété lors du concile de Constantinople de 381 : de là l'expression « symbole de Nicée-Constantinople » qui sert principalement à le désigner, le mot « symbole », (du grec ancien : σύμβολον), étant pris dans son sens étymologique de « signe de reconnaissance ».
L'essentiel des affirmations du symbole de Nicée est partagé par les confessions chrétiennes majoritaires, à savoir le catholicisme, l'orthodoxie et la plupart des Églises issues du protestantisme.

## Historique

### Le1erconcilede Nicée en 325, premier concile œcuménique

#### Situation politique et religieuse

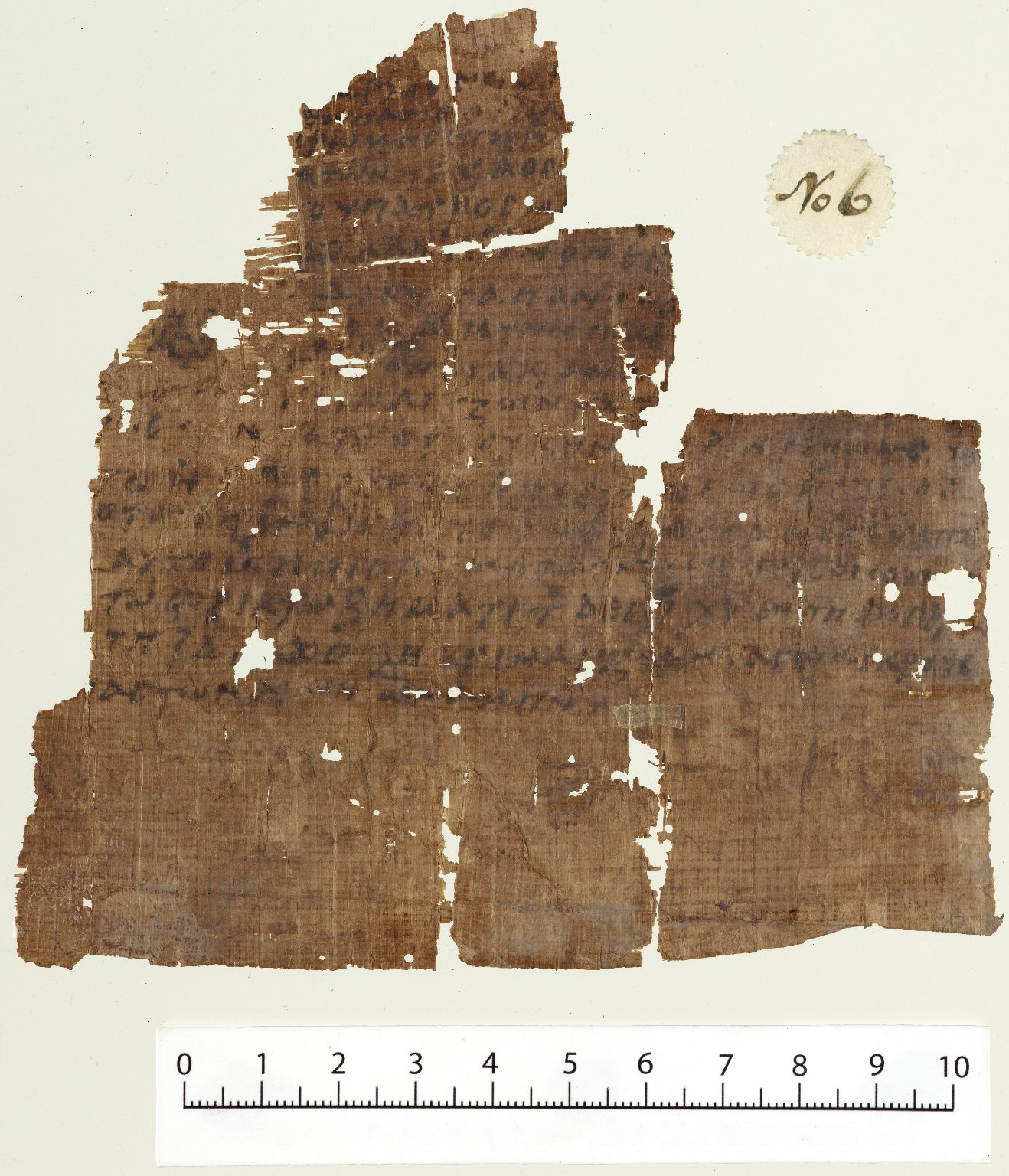
Fragment d'une copie du symbole de Nicée (VIe siècle).

En 324, l'empereur Constantin Ier rétablit l'unité de l'empire avec sa victoire contre l'empereur Licinius à Adrianopole en juin de cette année. Depuis l'an 312, Constantin est converti au christianisme (bien que non encore baptisé : il ne le sera que sur son lit de mort) et soutient dès lors l'Église. Le christianisme depuis l'édit de Milan proclamé en 313, n'est plus persécuté et il va s'étendre progressivement dans tout l'empire. Cependant, des points de vue jugés a posteriori hérétiques se développent, comme l'arianisme qui défend la thèse d'une distinction de nature entre Dieu et le Christ.

#### La tenue du concile
Pour établir une unité au sein de l'Église, Constantin Ier décide la tenue d'un concile qui se tient de juin à août 325 dans la ville de Nicée. Tous les évêques, tant ceux d'Occident que ceux d'Orient, sont réunis afin de décider d'une expression de la foi (dogma, du grec δόγμα c'est-à-dire croyance) commune aux chrétiens. Parmi les représentants, on trouve ceux du pape Sylvestre Ier.
À l'origine du symbole de Nicée on trouve la confession de foi utilisée habituellement en Palestine et plus précisément il s'agirait, selon Eusèbe de Césarée, du credo baptismal de l'Église de Césarée.
Cet exposé, par l'utilisation du terme homoousios s'opposait nettement aux affirmations subordinatianistes d'Arius. « Dans l'anathématisme final on retint une formule malheureuse, qui établissait une équivalence entre ousia et hypostasis, deux termes dont il fallut préciser la distinction par la suite ».

### Premier concile de Constantinople en 381, second concile œcuménique

#### Situation politique et religieuse
Bien que la doctrine d'Arius ait été rejetée lors du concile de Nicée, les tenants de ce courant réussissent à maintenir leur influence et les décisions du concile sont contestées pendant plus de 50 ans, surtout en Orient, jusqu'à l'accession au pouvoir de l'empereur Théodose, un Espagnol qui devient empereur de l'Orient en 379 et en 380 annonce soutenir la théologie de Nicée, d'accord avec l'empereur Gratien de l'Occident.
Ainsi, Théodose convoque dans sa capitale un concile de tous les évêques de son empire (de l'Orient), sans participation du pape et des autres évêques occidentaux.

#### La tenue du concile
Ce premier concile de Constantinople (de mai à juillet 381), où sont acceptés seuls les évêques qui reconnaissent le symbole de Nicée, en excluant les ariens, établit un symbole de foi désigné sous le nom de symbole de Nicée-Constantinople qui complète le symbole de foi proclamé à Nicée, en développant les passages relatifs à l'Incarnation et à l'Esprit–Saint dont la divinité est proclamée et en remplaçant les anathèmes de conclusion par un développement sur l’Église et le monde à venir.

## Symbole de Nicée-Constantinople

### Texte original
Le symbole de Nicée-Constantinople se trouve dans les actes du concile de Chalcédoine (451), qui l'a réaffirmé :

« Πιστεύομεν εἰς ἕνα θεὸν πατέρα παντοκράτορα, ποιητὴν οὐρανοῦ καὶ γῆς, ὁρατῶν τε πάντων καὶ ἀοράτων·
 καὶ εἰς ἕνα Κύριον Ἰησοῦν Χριστόν, τὸν υἱὸν τοῦ θεοῦ τὸν μονογενῆ, τὸν ἐκ τοῦ πατρὸς γεννηθέντα πρὸ πάντων τῶν αἰώνων, φῶς ἐκ φωτός, θεὸν ἀληθινὸν ἐκ θεοῦ ἀληθινοῦ, γεννηθέντα, οὐ ποιηθέντα, ὁμοούσιον τῷ πατρί, δι' οὗ τὰ πάντα ἐγένετο, τὸν δι' ἡμᾶς τοὺς ἀνθρώπους καὶ διὰ τὴν ἡμετέραν σωτηρίαν κατελθόντα ἐκ τῶν οὐρανῶν, καὶ σαρκωθέντα ἐκ πνεύματος ἁγίου καὶ Μαρίας τῆς παρθένου, καὶ ἐνανθρωπήσαντα, σταυρωθέντα τε ὑπὲρ ἡμῶν ἐπὶ Ποντίου Πιλάτου, καὶ παθόντα καὶ ταφέντα, καὶ ἀναστάντα τῇ τρίτῃ ἡμέρᾳ κατὰ τὰς γραφάς, καὶ ἀνελθόντα εἰς τοὺς οὐρανούς, καὶ καθεζόμενον ἐκ δεξιῶν τοῦ πατρὸς καὶ πάλιν ἐρχόμενον μετὰ δόξης κρῖναι ζῶντας καὶ νεκρούς, οὗ τῆς βασιλείας οὐκ ἔσται τέλος·
 καὶ εἰς τὸ πνεῦμα τὸ ἅγιον, τὸ Κύριον, τὸ ζωοποιόν, τὸ ἐκ τοῦ πατρὸς ἐκπορευόμενον, τὸ σὺν πατρὶ καὶ υἱῷ συμπροσκυνούμενον καὶ συνδοξαζόμενον, τὸ λαλῆσαν διὰ τῶν προφητῶν· εἰς μίαν, ἁγίαν, καθολικὴν καὶ ἀποστολικὴν ἐκκλησίαν. ὁμολογοῦμεν ἓν βάπτισμα εἰς ἄφεσιν ἁμαρτιῶν. προσδοκῶμεν ἀνάστασιν νεκρῶν, καὶ ζωὴν τοῦ μέλλοντος αἰῶνος. ἀμήν. »

C'est dans ce texte original, avec les verbes « nous croyons … nous confessons … nous attendons » au pluriel, que le symbole de Nicée-Constantinople est connu aux Églises des trois conciles. L'Église apostolique arménienne y ajoute plusieurs phrases mais laisse inchangée la forme plurielle de ces verbes.

### Comparaison avec le symbole de 325
Le symbole adopté à Nicée en 325 est le suivant :

« Πιστεύομεν εἰς ἕνα Θεὸν Πατέρα παντοκράτορα πάντων ὁρατῶν τε καὶ ἀοράτων ποιητήν·
 καὶ εἰς ἕνα Κύριον Ἰησοῦν Χριστὸν τὸν Υἱὸν τοῦ Θεοῦ, γεννηθέντα ἐκ τοῦ Πατρὸς μονογενῆ τουτέστιν ἐκ τῆς οὐσίας τοῦ Πατρος Θεὸν ἐκ Θεοῦ, Φῶς ἐκ Φωτός, Θεὸν ἀληθινὸν ἐκ Θεοῦ ἀληθινοῦ, γεννηθέντα, οὐ ποιηθέντα, ὁμοούσιον τῷ Πατρί, δι’ οὗ τὰ πάντα ἐγένετο τά τε ἐν τῷ οὐρανῷ καὶ τὰ ἐν τῇ γῇ, τὸν δι’ ἡμᾶς τοὺς ἀνθρώπους, καὶ διὰ τὴν ἡμετέραν σωτηρίαν, κατελθόντα, καὶ σαρκωθέντα, καὶ ἐνανθρωπήσαντα, παθόντα, καὶ ἀναστάντα τῇ τρίτῃ ἡμέρᾳ, ἀνελθόντα εἰς τοὺς οὐρανούς, ἐρχόμενον κρῖναι ζῶντας καὶ νεκρούς.
 καὶ εἰς τὸ Ἅγιον Πνεῦμα.
 Τοὺς δὲ λέγοντας Ἦν ποτε ὅτε οὐκ ἦν, καὶ Πρὶν γεννηθῆναι οὐκ ἦν, καὶ ὅτι Ἐξ οὐκ ὄντων εγένετο, ἢ Ἐξ ἑτέρας ὑποστάσεως ἢ οὐσίας φάσκοντας εἶναι ἢ κτιστόν ἢ τρεπτόν ἢ ἀλλοιωτὸν τὸν Υἱὸν τοῦ Θεοῦ, τούτους ἀναθεματίζει ἡ ἁγία καθολικὴ καὶ ἀποστολικὴ ἐκκλησία. »

Le tableau suivant présente les deux textes adoptés par les deux conciles,. Les parties du texte de 325 qui sont omises ou déplacées dans la version de 381 sont mises entre parenthèses, les phrases ajoutées en 381 sont écrites en italiques :
| Premier concile de Nicée (325), 1er œcuménique | Premier concile de Constantinople (381), 2d œcuménique |
| --- | --- |
| Nous croyons en un seul Dieu Père tout-puissant, créateur de toutes les choses visibles et invisibles. | Nous croyons en un seul Dieu Père tout-puissant, créateur du ciel et de la terre, de toutes les choses visibles et invisibles. |
| Et en un seul Seigneur Jésus-Christ, Fils unique de Dieu, né du Père, [c’est-à-dire de la substance du Père, Dieu de Dieu], lumière de lumière, vrai Dieu de vrai Dieu ; engendré, et non fait, consubstantiel au Père, par qui tout a été fait [ce qui est au ciel et sur la terre] ; qui pour nous, hommes, et pour notre salut est descendu, s’est incarné et s’est fait homme ; a souffert, est ressuscité le troisième jour, est monté aux cieux, et viendra de nouveau juger les vivants et les morts. | Et en un seul Seigneur Jésus-Christ, Fils unique de Dieu, né du Père avant tous les siècles, lumière de lumière, vrai Dieu de vrai Dieu ; engendré et non fait, consubstantiel au Père, par qui tout a été fait ; qui pour nous hommes et pour notre salut est descendu des cieux, s’est incarné par le Saint-Esprit, de la Vierge Marie et s’est fait homme ; qui en outre a été crucifié pour nous sous Ponce-Pilate, a souffert, a été enseveli et est ressuscité le troisième jour, selon les Écritures ; qui est monté aux cieux, est assis à la droite de Dieu le Père, d’où il viendra avec gloire juger les vivants et les morts ; dont le règne n’aura pas de fin. |
| Et au Saint-Esprit. | Nous croyons au Saint-Esprit, Seigneur et vivifiant, qui procède du Père, doit être adoré et glorifié avec le Père et le Fils, qui a parlé par les saints prophètes. |
| [Ceux qui disent : il y a un temps où il n’était pas : avant de naître, il n’était pas ; il a été fait comme les êtres tirés du néant ; il est d’une substance, d’une essence différente, il a été créé ; le Fils de Dieu est muable et sujet au changement, l’Église catholique et apostolique les anathématise] | Et l’Église, une, sainte, catholique et apostolique. Nous confessons un seul baptême pour la rémission des péchés. Nous attendons la résurrection des morts et la vie du siècle à venir. Ainsi-soit-il. |

« Ce symbole qui conserve les principaux éléments de celui de Nicée (dont l'homoousios), en diffère sur plusieurs points. Contre Marcel d'Ancyre, il déclare que « son règne (celui du Fils) n'aura pas de fin » ; contre les pneumatomaques macédoniens, il développe l'article sur l'Esprit. L'anathème final de Nicée disparaît, et avec lui la fâcheuse identification de l'ousie et de l'hypostase ».

## Variations du texte de Nicée-Constantinople

### Texte liturgique grec
Bien que le texte original contienne les termes « Πιστεύομεν… ὁμολογοῦμεν… προσδοκοῦμεν » (Nous croyons… nous confessons… nous attendons), le texte utilisé dans la liturgie par les Églises de tradition byzantine met ces trois verbes à la première personne du singulier « Πιστεύω… ὁμολογῶ… προσδοκῶ » (Je crois… je confesse… j'attends), pour accentuer le caractère personnel de la proclamation du credo. Lorsqu'ils célèbrent la messe en grec, ce texte est récité aussi par les catholiques, même les latins, y compris le pape de Rome,.

« Πιστεύω εἰς ἕνα Θεόν, Πατέρα, Παντοκράτορα, ποιητὴν οὐρανοῦ καὶ γῆς, ὁρατῶν τε πάντων καὶ ἀοράτων.
Καὶ εἰς ἕνα Κύριον Ἰησοῦν Χριστόν, τὸν Υἱὸν τοῦ Θεοῦ τὸν μονογενῆ, τὸν ἐκ τοῦ Πατρὸς γεννηθέντα πρὸ πάντων τῶν αἰώνων·
φῶς ἐκ φωτός, Θεὸν ἀληθινὸν ἐκ Θεοῦ ἀληθινοῦ, γεννηθέντα οὐ ποιηθέντα, ὁμοούσιον τῷ Πατρί, δι' οὗ τὰ πάντα ἐγένετο.
Τὸν δι' ἡμᾶς τοὺς ἀνθρώπους καὶ διὰ τὴν ἡμετέραν σωτηρίαν κατελθόντα ἐκ τῶν οὐρανῶν καὶ σαρκωθέντα
ἐκ Πνεύματος Ἁγίου καὶ Μαρίας τῆς Παρθένου καὶ ἐνανθρωπήσαντα.
Σταυρωθέντα τε ὑπὲρ ἡμῶν ἐπὶ Ποντίου Πιλάτου, καὶ παθόντα καὶ ταφέντα.
Καὶ ἀναστάντα τῇ τρίτῃ ἡμέρα κατὰ τὰς Γραφάς.
Καὶ ἀνελθόντα εἰς τοὺς οὐρανοὺς καὶ καθεζόμενον ἐκ δεξιῶν τοῦ Πατρός.
Καὶ πάλιν ἐρχόμενον μετὰ δόξης κρῖναι ζῶντας καὶ νεκρούς, οὗ τῆς βασιλείας οὐκ ἔσται τέλος.
Καὶ εἰς τὸ Πνεῦμα τὸ Ἅγιον, τὸ κύριον, τὸ ζωοποιόν,
τὸ ἐκ τοῦ Πατρὸς ἐκπορευόμενον,
τὸ σὺν Πατρὶ καὶ Υἱῷ συμπροσκυνούμενον καὶ συνδοξαζόμενον,
τὸ λαλῆσαν διὰ τῶν προφητῶν.
Εἰς μίαν, Ἁγίαν, Καθολικὴν καὶ Ἀποστολικὴν Ἐκκλησίαν.
Ὁμολογῶ ἓν βάπτισμα εἰς ἄφεσιν ἁμαρτιῶν.
Προσδοκῶ ἀνάστασιν νεκρῶν.
Καὶ ζωὴν τοῦ μέλλοντος αἰῶνος.
Ἀμήν. »

#### Traductions françaises
Traduction française du texte liturgique grec utilisée dans la liturgie des communautés orthodoxes francophones :

« Je crois en un seul Dieu, le Père Tout-Puissant, Créateur du ciel et de la terre, et de toutes les choses visibles et invisibles.
Et en un seul Seigneur, Jésus-Christ, Fils Unique de Dieu, né du Père avant tous les siècles, Lumière de Lumière, Vrai Dieu de Vrai Dieu, engendré, non créé, consubstantiel au Père, par qui tout a été fait, qui pour nous, hommes, et pour notre salut est descendu des cieux, s'est incarné du Saint-Esprit et de Marie, la Vierge, et s'est fait homme. Il a été crucifié pour nous sous Ponce Pilate, a souffert et a été enseveli ; et il est ressuscité le troisième jour selon les Écritures, et il est monté aux cieux et siège à la droite du Père ; et il reviendra en gloire juger les vivants et les morts ; son règne n'aura point de fin.
Et en l'Esprit Saint, Seigneur, qui donne la vie, qui procède du Père, qui est adoré et glorifié avec le Père et le Fils, qui a parlé par les prophètes. En l'Église, une, sainte, catholique et apostolique. Je confesse un seul baptême en rémission des péchés. J'attends la résurrection des morts, et la vie du siècle à venir. Amen. »

La traduction officielle en français utilisée dans la liturgie catholique est la suivante :

« Je crois en un seul Dieu, le Père tout-puissant, créateur du ciel et de la terre, de l'univers visible et invisible.

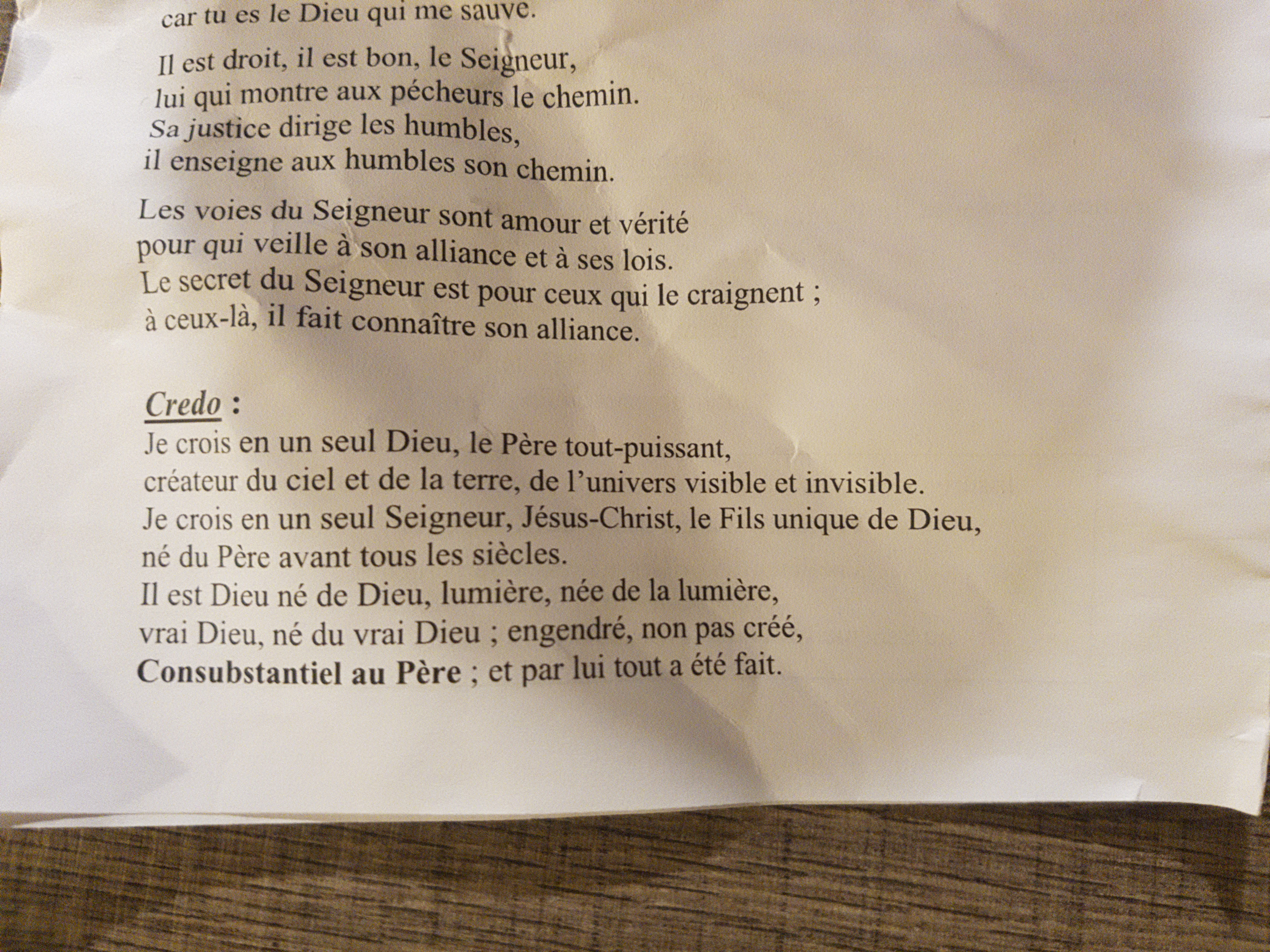
Feuille de messe comportant en gras la différence apportée par la nouvelle traduction (dernière ligne).

Je crois en un seul Seigneur, Jésus-Christ, le Fils unique de Dieu, né du Père avant tous les siècles ; il est Dieu, né de Dieu, lumière, née de la lumière, vrai Dieu, né du vrai Dieu. Engendré, non pas créé, consubstantiel au Père*, et par lui tout a été fait. Pour nous les hommes, et pour notre salut, il descendit du ciel ; par l'Esprit-Saint, il a pris chair de la Vierge Marie, et s'est fait homme. Crucifié pour nous sous Ponce Pilate, il souffrit sa passion et fut mis au tombeau. Il ressuscita le troisième jour, conformément aux Écritures, et il monta au ciel ; il est assis à la droite du Père. Il reviendra dans la gloire, pour juger les vivants et les morts ; et son règne n'aura pas de fin.
Je crois en l'Esprit Saint, qui est Seigneur et qui donne la vie ; il procède du Père et du Fils. Avec le Père et le Fils, il reçoit même adoration et même gloire ; il a parlé par les prophètes. Je crois en l'Église, une, sainte, catholique et apostolique. Je reconnais un seul baptême pour le pardon des péchés. J'attends la résurrection des morts, et la vie du monde à venir. Amen. »

* : Avant 2021, l'ancienne traduction de la liturgie catholique utilisait le terme « de même nature que le Père » à la place de « consubstantiel au Père ».

### Texte liturgique arménien en version française
« Nous croyons en Dieu, le Père Tout-Puissant, créateur du ciel et de la terre, des choses visibles et invisibles.
Et en un Seigneur, Jésus-Christ, le Fils de Dieu, le Fils unique né de Dieu le Père, c’est-à-dire de l’essence du Père, Dieu de Dieu, lumière de lumière, vrai Dieu de vrai Dieu, engendré et non créé ; lui-même de la nature du Père, par qui toute chose a été créée dans les cieux et sur la terre, les choses visibles et les invisibles ; qui pour nous, les hommes, et pour notre salut, est descendu des cieux, s’est incarné, s’est fait homme, et est né parfaitement de Marie, la Vierge sainte, par l’action de l’Esprit Saint et il prit d’Elle corps, âme et esprit et tout ce qui est dans l’homme, en réalité et non fictivement ; il subit la passion, fut crucifié, enseveli ; il est ressuscité le troisième jour ; monté aux cieux avec le même corps, il est assis à la droite du Père. Il viendra, avec le même corps et dans la gloire du Père, pour juger les vivants et les morts, et son règne n’a pas de fin.
Nous croyons aussi au Saint Esprit incréé et parfait, qui a parlé dans la Loi, les prophètes et les Évangiles, qui est descendu sur le Jourdain, a prêché en (la personne des) Apôtres et a habité dans les saints.
Nous croyons aussi en une seule Église sainte, universelle et apostolique, en un baptême, au repentir, à l’expiation et à la rémission des péchés. A la résurrection des morts, au jugement éternel des âmes et des corps, au royaume des cieux et à la vie éternelle.
Quant à ceux qui disent : Il y eut un temps ou le Fils n’existait pas, ou : Il y eut un temps où le Saint Esprit n’existait pas, ou bien s’ils disent que le Fils de Dieu et le Saint Esprit sont venus à l’existence à partir du néant, ou qu’ils sont d’une autre essence et qu’ils sont sujets au changement ou à l’altération, ceux-là la sainte Église catholique et apostolique les anathématise. »

L'orthodoxie de la forme arménienne est reconnue par le Saint-Siège.

## Usages liturgiques contemporains
Depuis l'édition de 2002 du Missel romain, le symbole des Apôtres peut se substituer au symbole de Nicée-Constantinople. Ce dernier usage était déjà régulier dans les pays francophones depuis plus de vingt ans. La nouvelle traduction du missel romain entrée en vigueur en France en novembre 2021 reprend cependant l’usage du symbole de Nicée, bien que le choix entre les deux textes revienne à l'officiant et que ce dernier continue de se porter le plus souvent sur le symbole des Apôtres, jugé plus simple à mémoriser et moins long à réciter pour les fidèles.